# Begonia somervillei
Espèce
Begonia somervillei est une espèce de plantes de la famille des Begoniaceae.
L'espèce fait partie de la section Petermannia.
Elle a été décrite en 1896 par William Botting Hemsley (1843-1924).

## Répartition géographique
Cette espèce est originaire du pays suivant : Îles Salomon.